# Патріц Ільг
Патріц Ільг (нім. Patriz Ilg; нар. 5 грудня 1957) — німецький легкоатлет, який спеціалізувався в стипль-чезі.
На міжнародній арені представляв Західну Німеччину.

## Спортивні досягнення
Чемпіон світу з бігу на 3000 метрів з перешкодами (1983). Фіналіст (12-е місце) з бігу на 3000 метрів з перешкодами на чемпіонаті світу-1987.
Учасник юніорського забігу на чемпіонаті світу з кросу-1975, в якому посів 30-е місце.
Володар повного комплекту нагород з бігу на 3000 метрів з перешкодами на чемпіонатах Європи: золото (1982), срібло (1978) та бронза (1986).
Чемпіон Європи в приміщенні з бігу на 3000 метрів (1982). Фіналіст змагань з бігу на 3000 метрів на чемпіонатах Європи в приміщенні: 6-е місце у 1984, 12-е місце у 1978 та DNF у 1987.
Переможець (1985) та бронзовий призер (1981) з бігу на 3000 метрів з перешкодами на Кубках Європи.
Срібний призер з бігу на 3000 метрів з перешкодами на чемпіонаті Європи серед юніорів (1975).
Багаторазовий чемпіон ФРН з бігу на 3000 метрів з перешкодами.